# Pseudomeges
Pseudomeges is een kevergeslacht uit de familie van de boktorren (Cerambycidae). De wetenschappelijke naam van het geslacht werd voor het eerst geldig gepubliceerd in 1944 door Breuning.

## Soorten
Pseudomeges omvat de volgende soorten:
- Pseudomeges marmoratus (Westwood, 1848)
- Pseudomeges varioti Le Moult, 1946